# Mario Buda
Mario Buda (Savignano sul Rubicone, 13 ottobre 1883 – Savignano sul Rubicone, 1º giugno 1963) è stato un anarchico italiano.

## Biografia
Emigra negli Stati Uniti a 23 anni, nel 1907. Svolge innumerevoli lavori: giardiniere, operaio in una ditta telefonica, muratore, operaio in una fabbrica di cappelli a Roxbury (un quartiere di Boston). Si appassiona poi al mestiere di calzolaio e artigiano della scarpa. Ha già abbracciato l'anarchismo e non rinuncia a professare le sue idee anche nel Paese che lo ospita, al punto che viene accostato al gruppo di Sacco e Vanzetti. Diventa un membro del gruppo dell'anarchico Luigi Galleani.
Nel 1917 è imputato di un attentato all'ufficio di polizia di Milwaukee.
Quando poi l'11 settembre 1920 Sacco e Vanzetti vengono incriminati per la sanguinosa rapina di South Braintree, il clima, già surriscaldato dalla promulgazione di dure leggi d'espulsione per gli anarchici, a dir poco s'incendia.
Cinque giorni dopo, il 16 settembre, Buda percorre Wall Street con il suo carretto trainato da un cavallo e si ferma tra la sede della banca “Morgan & Stanley” e la Borsa valori. A mezzogiorno il carretto esplode fragorosamente: un comando a distanza provoca la deflagrazione del materiale esplosivo di cui è carico, inoltre migliaia di chiodi vengono sparati in tutte le direzioni.
La sede della banca viene distrutta, così come molti altri edifici circostanti. Rimangono uccise 33 persone e altre duecento vengono ferite. I danni materiali ammontano a 2 milioni di dollari dell'epoca.
L'attentato di Wall Street va in prima pagina su tutti i giornali statunitensi: il New York Times del 17 settembre titola: “Un atto di guerra”. Partono subito le indagini a livello federale: l'FBI individua Buda come unico responsabile della strage. Viene incriminato in base alla testimonianza del fabbro ferraio che gli aveva affittato il cavallo poi usato per trainare il carro esplosivo. Quando cominciano le sue ricerche, però, Buda è già scappato in Messico, dove si rivolterà con più di cinquanta uomini contro il governo messicano, da qui rientra poi in Italia, nella natia Savignano.
Nel 1927 viene comunque arrestato dalle forze dell'ordine italiane per attività sovversiva; viene spedito al confino, prima sull'isola siciliana di Lipari, poi dal 1932 su quella di Ponza, al centro del mar Tirreno. Qui l'accusa viene modificata in “servizi di spionaggio tra gli anarchici rifugiati in Svizzera”. È un espediente per coprirlo, in quanto Buda, dopo il rientro in patria, non si è mai mosso da Savignano, dove ha continuato ad occuparsi della produzione e vendita di scarpe. Inoltre, a partire dal 1933, Buda diviene una spia dell'OVRA, per la quale compie anche un paio di missioni tra gli esuli antifascisti in Francia.

Muore a Savignano nel 1963.
Mario Buda ha negato fino alla morte la propria colpevolezza in merito all'attentato di Wall Street. D'altra parte lo stesso Bureau of Investigation (la polizia giudiziaria) non riuscì, all'epoca dei fatti, a individuare i colpevoli della strage.